# Štefan Pipa
Štefan Pipa (10. ledna 1950, Bratislava – 25. září 2019, Bratislava) byl slovenský volejbalista, který reprezentoval Československo. S jeho reprezentací získal stříbrnou medaili na mistrovství Evropy v roce 1971. Zúčastnil se též mistrovství světa v roce 1974 (5. místo), dvou dalších evropských šampionátů (1975 – 6. místo, 1977 – 6. místo) a dvou olympijských turnajů, v Mnichově 1972 (6. místo) a Montrealu 1976 (5. místo). Za národní tým nastupoval v letech 1971–1980. Vrchol kariéry prožil v ČH Bratislava, kterou přivedl jako kapitán k vítězství v Poháru mistrů evropských zemí roku 1979 a v Poháru vítězů pohárů roku 1981. Získal s ní též tři tituly mistra Československa. Ve slovenské nejvyšší soutěži nastoupil naposledy ve 47 letech. Věnoval se poté trénování, vedl mj. policejní volejbalovou reprezentaci. V roce 2018 byl uveden do Síně slávy slovenského volejbalu. Jeho syn Martin Pipa se stal též volejbalistou a reprezentantem Slovenska.